# 小桥川荣喜
小桥川荣喜（日语： 小橋川 栄喜，  1917年9月28日 – 2005年3月31日）美国陆军士兵。 他因获得第二次世界大战荣誉勋章而闻名。 

## 早年
1917年9月28日，出生于夏威夷希洛。他是出生在冲绳的日本移民的儿子，即第二代日裔美国人。 

## 第二次世界大战
在日本偷袭珍珠港的前一个月，小桥川于 1941 年 11 月加入美国陆军
小桥川自愿加入了全部是日裔的第100步兵营。 这支部队主要由来自夏威夷和美国本土的日裔美国人组成。 

## 荣誉勋章表彰
引用:
1944 年 6 月 2 日，技术中士小桥川荣喜在意大利拉努维奥附近的战斗中表现非凡。在一次进攻中，小桥川技术中士所在的排遇到了敌人一系列机枪火力支援的顽强抵抗。小桥川中士观察到离他的阵地 50 码处有一个机枪巢，他和一名士兵爬到前方，扔出一枚手榴弹，然后用冲锋枪向敌人发起冲锋，一名战友提供火力掩护。他打死了一名敌军士兵，并抓获了两名俘虏。与此同时，技术中士小桥川和他的战友遭到前方 50 码处另一挺机枪的射击。小桥川中士指挥一个班向他的第一个阵地前进，并与一名战友再次向前推进，以制服第二个机枪巢。在向阵地投掷手榴弹后，小桥川中士提供近距离火力支援，一名战友发起冲锋，俘虏了四名战俘。在警惕其他机枪巢的情况下，小桥川中士又发现了四个机枪巢，并巧妙地带领一个班消灭了其中两个。小桥川中士非凡的英雄主义和献身精神符合军人的最高传统，为他和他的部队以及美国陆军赢得了荣誉。 